# فيليكس بونفيس
فيليكس بونفيس (بالفرنسية: Félix Bonfils)‏ ـ (8 مارس 1831 ـ 1885) هو مصور فوتوغرافي وكاتب فرنسي، عمل في المنطقة العربية، وافتتح في سنة 1867 استديو تصوير في بيروت سماه «دار بونفيس» (بالفرنسية: Maison Bonfils)‏. التقط بونفيس والعاملون معه آلاف الصور الفوتوغرافية في المنطقة العربية (لبنان ومصر وفلسطين وسوريا) وتركيا واليونان، وقد افتتح بونفيس فيما بعد استديو تصوير في مسقط رأسه أليس في فرنسا.

## مؤلفاته
- العمارة القديمة (بالفرنسية: Architecture Antique)‏: ألبوم نُشر سنة 1872.